# Szögmértékek
A síkszögek mérésére többféle mértékegységet használnak.

## Fok - perc - másodperc
(SI-rendszerben az elnevezések : ívfok, ívperc, ívmásodperc )
A teljesszög illetve a körív 360 részre osztása évezredes babiloni örökség.

teljesszög = 360° (ívfok);

derékszög = 90°;

1° = 60' ;

1' = 60".

Megjegyzés: a 60-ados, más néven babiloni törteket használó egységek kisebb részeit egységesen szokás (magyarul) a perc, másod(ik)perc, harmad(ik)perc stb. megjelölésekkel illetni (v.ö.: óra-perc-másodperc).

Az egység választása kapcsolatba hozható a pí korai becslésével, ami szerint a kör kerülete a sugár 6-szorosa (az átmérő 3-szorosa). A körbe írt szabályos hatszög ismert szerkesztése sugallhatta a Q = {\displaystyle 2\pi /6} középponti szög egységként választását (a radián első közelítése) és az akkor már elterjedt 60-ados törtekkel a kisebb egységek ‒ a fok=Q/60, perc=fok/60; másodperc=perc/60 ‒ használatát.
A tengeri hajózásban használt tengeri mérföldet (ang.: nautical mile = NM) a Föld (korabeli) méretei alapján definiálták úgy, hogy 1 NM a földrajzi meridián 1'(perc)-es ívének a hossza.

Nincs kizárva, hogy az egység ilyen választása vezetett a 360-napos évet használó naptárak használatához: a Nap 1 nap alatt 1 fokot mozdul el a csillagképekhez viszonyítva.

## Óra-perc-mp
A csillagászati számításoknál előnyös a Nap éves mozgásához hasonlóan a napi mozgást, a Föld teljes fordulatát követő szögmérték.

teljesszög = 24 h;

derékszög = 6 h;

1 h = 60 min;

1 min = 60 sec.
Fontos: Itt a min és sec jelöli a magyar perc és másodperc törtrészeket, az időmérés "óra" egységének 60-ados törtrészeit (babiloni törtek).

## Újfok (gon)
A babiloni mértékek a 60-as számrendszert használják, ami a többi mennyiség decimális mértékével együtt a számítást nehezíti. Az újfok törtrészeit decimálisan képezzük. (Az SI-rendszer megengedi a nevesített törtrészek -cgon, mgon- használatát is.)
teljesszög = 400 gon;

derékszög = 100 gon;

1 gon = 100 cgon;

1 cgon =10 mgon.
Ez a szögmérték szorosan kapcsolódik a Föld méretével definiált méter-hez: a Föld (korabeli) méretei szerint a Földrajzi meridián 1 gon-os ívének hossza 100 km, vagy másképpen fogalmazva a délkör egy negyedének, azaz egy derékszögű, 100 gon-os ívének (meridián-quadráns) a hossza 10 000 km (v.ö.: tengeri mérföld).

## Radián
(ívmérték)
A szöghöz tartozó körív hosszának és a sugárnak a hányadosa az előző önkényesen választott mértékekkel ellentétben abszolút mértéket definiál. A gyakorlatban a Ludolph-féle szám irracionális volta miatt nem használható, de a tudományos számításokban, főként a trigonometrikus függvények és inverzeik használatához nélkülözhetetlen.
1 rad ~ 57,295° ~ 63,662 gon.
teljesszög = 2π rad;
derékszög = π/2 rad.

## Vonás
A hadsereg vezette be gyakorlati haszna miatt.
Elméleti definíciója: 1000 vonás = 1 rad. Ezzel a teljes szög 2000π vonás ~ 6 283,185… vonás lenne, ami előnytelen. Ismert kerekítések:
A porosz, a K.u.K., majd a magyar hadseregben 1945-ig : teljesszög = 64-00, (olv. hatvannégy-nullanulla).
Az orosz, majd a szovjet és 1945 után a csatlós államokban: a teljesszög = 60-00, a derékszög = 15-00.
A vonás-mérték jellemzője, hogy 1 km távolságban lévő 1 m hosszú tárgynak 1 vonás a látószöge. Az ismert méretű objektumok látószögének lemérésével a távolsága, a távolságának ismeretében mérete becsülhető. Méret = látószög × távolság, az adott egységekben.

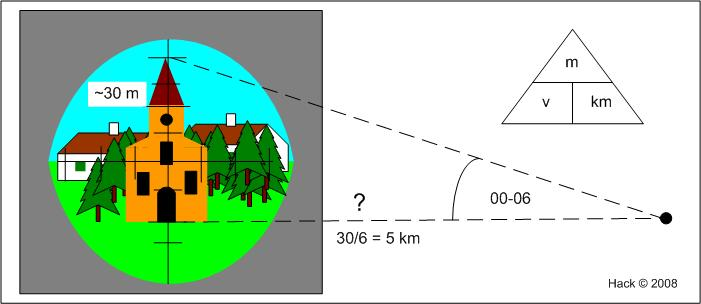

További előny, hogy a szögfüggvények becslése is egyszerűsödik.
A "hozzárendelés" így szól: a sinus 10-00-ig a vonás 1000-ed része, e fölött = 1.
1. Példa: 30° = 05-00, szinusza = 0.5 mindkét számítás szerint.
2. Példa: 45° = 07-50, sin45° = 0,6947 ~ 0,7 illetve (07-50):1000 ~ 0,75.

## Hajózási vonás

Iránytűrózsa a 32 vonásegységgel

A vitorlások korában az iránytű alatti skála (anemona, szélrózsa) legkisebb egysége. Használatát a korabeli mágneses iránytűk és a hajók irányításának bizonytalansága indokolja.
1 hv. = 11°15' = 11,25°
teljesszög = 32 hv;
derékszög = 8 hv.